# Treozna nukleinska kiselina
Treozna nukleinska kiselina (TNK) je polimer koji je sličan sa DNK ili RNK, ali se ima različitu kompoziciju polimerne osnove. TNK se ne javlja prirodno. Ona se može formirati putem hemijske sinteze.
DNK i RNK imaju dezoksiriboznu i riboznu šećernu osnovu, respektivno, dok se osnova TNK sastoji od ponavljajućih treoznih jedinica povezanih fosfodiestarskim vezama. Molekul treoze se lakše formira od riboze te je jedan od mogućih evolucionih preteča RNK.
DNK-TNK hibridni lanci su napravljeni u laboratoriji koristeći DNK polimerazu. TNK se može hibridizovati sa RNK i DNK u sekventno specifičnom maniru.

## Literatura
- Orgel, Leslie (2000). „A Simpler Nucleic Acid”. Science. 290 (5495): 1306—1307. PMID 11185405. doi:10.1126/science.290.5495.1306.

- Watt, Gregory (2005). „Modified nucleic acids on display”. Nature Chemical Biology. doi:10.1038/nchembio005.

- Schoning K, Scholz P, Guntha S, Wu X, Krishnamurthy R, Eschenmoser A (2000). „Chemical etiology of nucleic acid structure: the alpha-threofuranosyl-(3'->2') oligonucleotide system.”. Science. 290 (5495): 1347—51. PMID 11082060. doi:10.1126/science.290.5495.1347.

## Spoljašnje veze
- Da li je TNK bila prva nukleinska kiselina na Zemlji koja je nosila genetički kod?
- Poreklo života: Jednostavnija nukleinska kiselina